# 數理超戰棋
數理超戰棋，是中國陝西省周至县数学教师高伟鹏在1989年推出的兩人棋類，有多種玩法，在周至县的小學有舉行比賽。
以下介紹玩法之一「实线三角形棋」，其他玩法的差別僅在於可吃子的棋型改為其他幾何形狀。

## 棋具
- 由三角型組成的六角形棋盤，每邊四棋點，共三十七個棋位。

- 雙方各有十八枚棋子，有正反面，以兩色區分敵我。

## 实线三角形棋規則
- 对弈过程分弈过程分兩階段：放子、走子。
  - 放子：輪流将一己棋以正面朝上放在空棋點，但不得放在中心點，直到滿盤，然後去除所有翻面的棋子，進入走子階段。
  - 走子：輪流移動一己棋至任何空點，可沿實線，步數不限；或至兩個三角組成的菱形對角點，不受抵擋。
- 當行棋造成正好三枚己棋在實線上構成三角形，又三邊無任何其他棋子，則處置以下狀況的敵棋，在放子階段就翻面，於走子階段就移除。
  - 包圍吃：若三角形內部只有敵棋，處置該些敵棋。
  - 射擊吃：從剛下的己棋為中心，往三角形另外兩己棋方向沿線檢視，中途若無其他己棋，處置兩方向各遇到的第一枚敵棋。

- 消減敵棋剩下兩枚或以下為勝。[6]